# Mokomoko
De mokomoko (Montrichardia arborescens) is een plant uit de Aronskelkfamilie.
De plant komt voor in Centraal-Amerika. Deze tropische plant bereikt een hoogte van drie meter en groeit langs rivieren of kreken en in moerassen, zowel in zout, brak als zoet water. De bladeren zijn hartvormig en tot bijna een meter lang. De lamantijn is er dol op, en ook de stinkvogel eet ze graag. De vruchten van de plant zijn eetbaar voor mensen. De zaden kunnen gekookt of geroosterd worden.

## Beeldgalerij

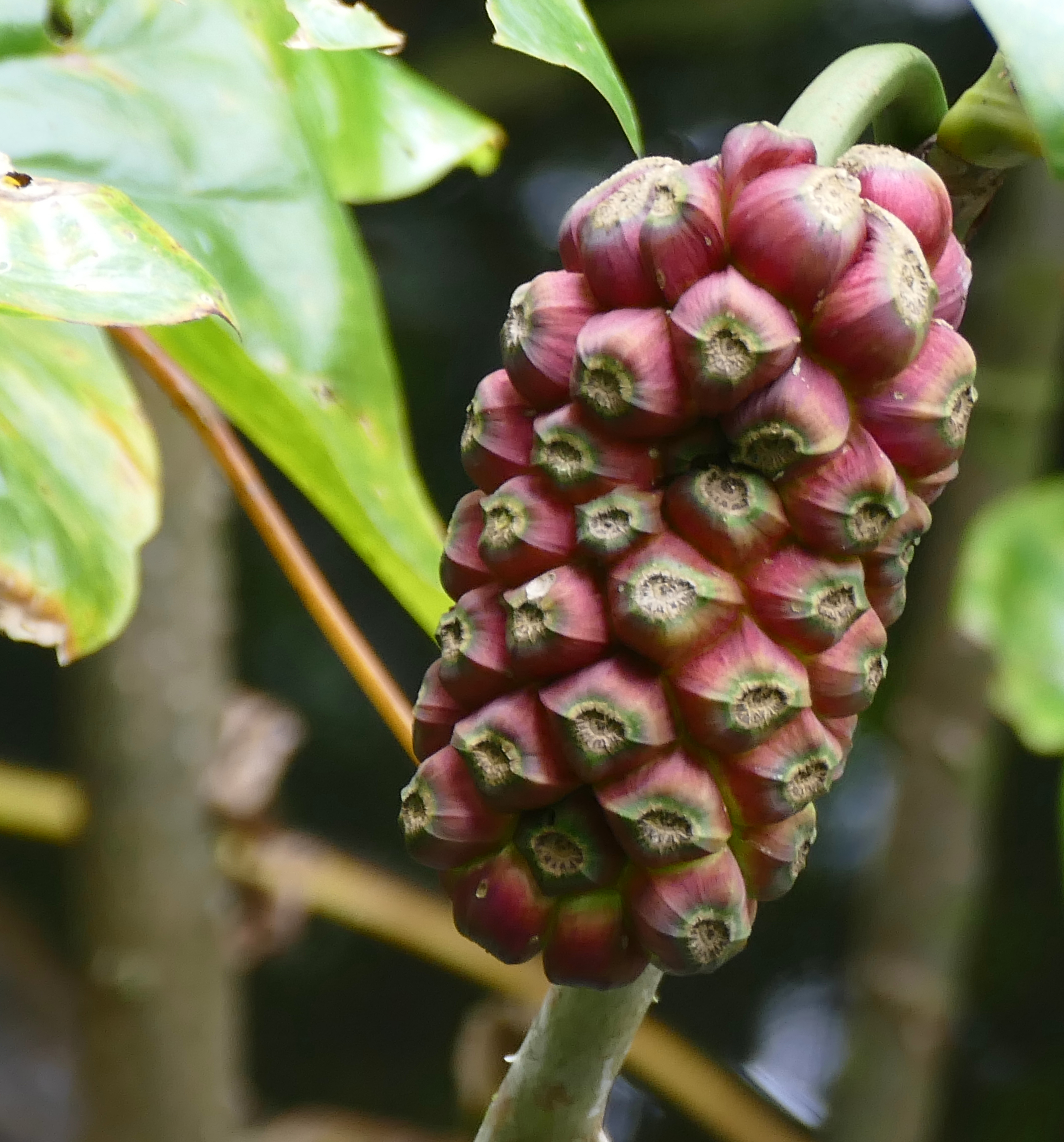
vrucht
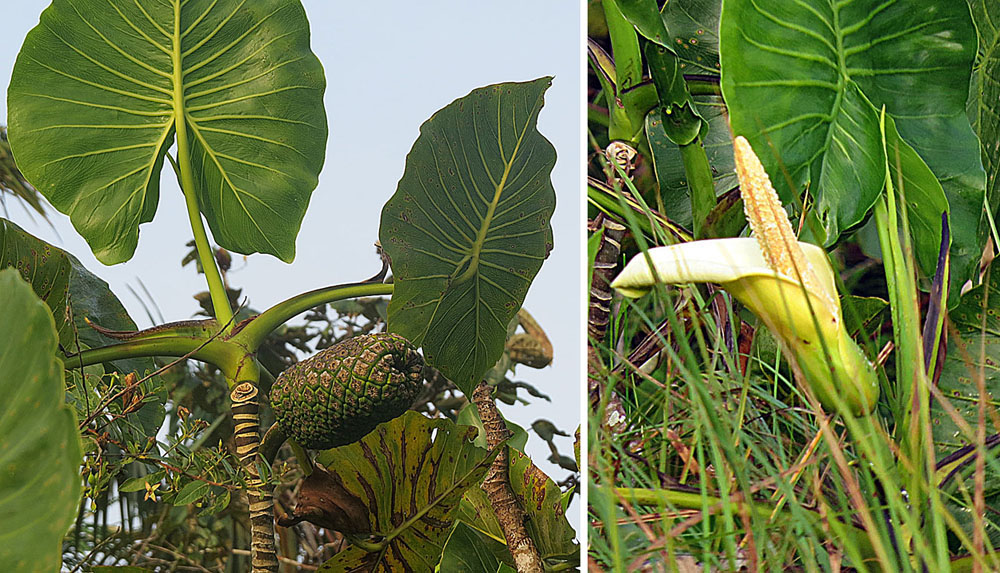